# Boguchwała
Boguchwała (do 1728 Piotraszówka) – miasto w Polsce, w woj. podkarpackim, w pow. rzeszowskim, siedziba gm. Boguchwała, na Podgórzu Rzeszowskim, nad Wisłokiem, graniczące z Rzeszowem przy trasie europejskiej E371.
Miasto jest siedzibą parafii pod wezwaniem św. Stanisława Biskupa, należącej do dekanatu Boguchwała w diecezji rzeszowskiej, a także Zakładów Porcelany Elektrotechnicznej ZAPEL, największego z trzech w kraju i liczącego się w skali światowej producenta izolatorów porcelanowych i kompozytowych.
Według danych GUS z 31 grudnia 2024 r. Boguchwała liczyła 6329 mieszkańców, będąc 25. najludniejszym miastem w województwie.

## Historia
Teren obecnej Boguchwały w świetle znalezisk archeologicznych był zamieszkany w okresie neolitu przez ludność kultury ceramiki wstęgowej rytej, kultury pucharów lejkowatych, kultury lubelsko-wołyńskiej i kultury ceramiki sznurowej, w epoce brązu przez ludność kultury łużyckiej, a w epoce żelaza przez ludność kultury halsztackiej i przeworskiej. Pierwsze odkrycia archeologiczne, dokonane przez Franciszka Kotulę w rejonie cegielni Angermanów oraz stacji kolejowej w 1933, dotyczyły kultury ceramiki wstęgowej rytej i okresu wpływów rzymskich.
Wieś Piotraszówka istniała już 24 maja 1373, gdy na mocy przywileju Władysława Opolczyka w przyległych do niej lasach założony został Lutoryż. W 1392 jako świadek przywileju lokacyjnego Lutczy wystąpił Szwab z Pietraszowej (Swab de Petraschowa); nazwę Szwobówki nosi dolina na zachodnich obrzeżach Boguchwały pomiędzy ul. Kasprowicza i ul. Partyzantów a Korczyną w Mogielnicy. Pierwszym potwierdzonym właścicielem Piotraszówki był od co najmniej 1420 Mikołaj Piotraszewski, a po nim jego synowie Piotr Zaklika i Mikołaj Kustra, również piszący się od nazwy wsi Piotraszewskimi. Obecność Mikołaja Piotraszewskiego w aktach sądowych przedstawicieli głównych ówczesnych rodów Rusi Czerwonej (Tarnowscy, Kmitowie i Pileccy) sugeruje jego silną pozycję w szeregach ówczesnej elity feudalnej. Osada pierwotnie należała do ziemi sanockiej województwa ruskiego, a jej kościół parafialny, uposażony na nowo w 1461, nosił wezwanie św. św. Klemensa i Doroty. Rejestr poborowy z 1589 potwierdza przynależność wsi do ziemi przemyskiej województwa ruskiego. Pod koniec XVI w. Piotraszówkę wraz ze Staroniwą, Zwięczycą, Racławówką, Zarzeczem i Sołonką nabył wojski sanocki Jan Ligęza, kuzyn Mikołaja Spytka. W 1603 syn Jana, Andrzej Ligęza, skłócony z Mikołajem Spytkiem o podział majątku po ojcu, dwukrotnie zdobył szturmem położony na spornym terenie Staroniwy dwór obronny krewnego, za drugim razem paląc przedmieścia Rzeszowa i dopuszczając się w mieście gwałtów i rabunków. W 1608 Andrzej Ligęza odparł w drewnianym dworze w Piotraszówce zbrojny najazd Stanisława Stadnickiego, szukającego odwetu na sprzymierzeńcach Łukasza Opalińskiego za spalenie Łańcuta. W czerwcu 1624 Ligęzowie zdołali obronić się w dworze przed Tatarami, zadając im straty przy próbie przekroczenia Wisłoka. Pewne spustoszenia, w tym zniszczenie młyna, przyniósł najazd tatarski z 1672. W 1650 wieś przejęli Ustrzyccy, dziedzice Ustrzyk Dolnych, a w 1724 klucz, którego była siedzibą, został zakupiony przez Teodora Lubomirskiego (1683–1745). Na prośbę nowego posiadacza w 1728 August II Mocny nadał prawa miejskie wsi, zmieniając jej nazwę na Boguchwała. W XVIII w. miasto rozwijało się szybko jako siedziba klucza dóbr. Lubomirski wybudował pałac (1728) i kościół św. Stanisława, konsekrowany w 1729. W 1763 nowym właścicielem miasta został generał wojsk koronnych Paweł Starzyński.
W 1772 w wyniku I rozbioru Polski Boguchwała utraciła prawa miejskie. Znalazła się w zaborze austriackim w cyrkule Pilzno, a od 1782 roku w cyrkule rzeszowskim. W wydanym po raz pierwszy w 1786 r. opracowaniu pt. „Geografia (...) Galicyi i Lodomeryi” autorstwa hrabiego Ewarysta Andrzeja Kuropatnickiego czytamy: Boguchwała. Wieś pięknym pałacem, ogrodem w kondygnacye nad staw obszernym, kępą wysadzoną drzewami, do której się batem przyjeżdża spuszczonym, kościołem murowanym ozdobna; domu Skarzyńskich.
Pierwsi Żydzi pojawili się w Boguchwale w połowie XVIII wieku. Na przełomie XVIII i XIX wieku w Boguchwale mieszkało kilkadziesiąt osób wyznania mojżeszowego. W 1805 cały majątek nabył ziemianin Florian Straszewski. W latach 70. XIX wieku od Straszewskiego wydzierżawił młyn Żyd Majer Silberman. W 2. poł. XIX w. podupadły klucz boguchwalski zakupił Zenon Suszycki. Doprowadził on do rozwinięcia jego gospodarki i utworzył Naukowy Zakład Gospodarczy, który stał się zapleczem dla badań i wprowadzania innowacji w zakresie gospodarowania w rolnictwie. Udane inwestycje gospodarcze w kluczu doprowadziły do wzrostu produkcyjnego. Działalność ta pozwoliła na utworzenie przez Wandę Suszycką 1 maja 1926 we Lwowie fundacji wspierającej chłopów we wprowadzaniu ulepszeń w rolnictwie.
Wojska niemieckie zajęły Boguchwałę 6 września 1939. Z nakazu okupanta 7 marca 1940 na terenie gminy powstała Rada Żydowska, w której stanowisko zastępcy przewodniczącego objął Dawid Goldblatt z Boguchwały. W lipcu 1940 do Boguchwały trafiło 50 osób ze zlikwidowanego getta w Krakowie. 8 maja 1942 władze niemieckie wywiozły krakowskich Żydów do getta w Rzeszowie, natomiast miejscowe rodziny Apfelbaumów, Goldblattów, Hirschornów, Kranzów, Leberów, Reichentheilów i Sturmlauferów najpierw do Czudca, a stamtąd do Rzeszowa niedługo przed likwidacją getta w lipcu 1942.
Polską działalnością konspiracyjną na terenie Boguchwały kierował od 1940 ppor. Józef Klimczak ps. Piwko, który podporządkował swoją organizację Armii Krajowej w 1942 tworząc 39. placówkę Obwodu AK Rzeszów. Klimczak zginął na polach zwięczyckich 28 lipca 1944 w starciu z siłami Wehrmachtu i żandarmerii niemieckiej, prowadząc miejscowy oddział AK na odsiecz oddziałowi specjalnemu Batalionów Chłopskich ze Strzyżowa pod dowództwem Piotra Włodyki ps. Krak, który w ramach akcji „Burza” zorganizował zasadzkę na wycofujących się Niemców przy spalonym moście na Lubczy obok młyna Smelów w Boguchwale. Mogiła poległych partyzantów znajduje się na cmentarzu w Boguchwale.
W 1943, zgodnie z danymi sekcji rolnej powiatu rzeszowskiego konspiracyjnego Stronnictwa Ludowego „Roch”, folwarki w Boguchwale i Lutoryżu były własnością Polskiej Akademii Umiejętności. 14 czerwca 1943 w ramach pacyfikacji Boguchwały okupanci niemieccy zamordowali 7 osób.
W marcu 1947 przez Boguchwałę przejeżdżał na krótko przed śmiercią w trakcie inspekcji garnizonów wojskowych w województwie rzeszowskim gen. Karol Świerczewski. Jego imię do 14 grudnia 1990 nosiła szkoła podstawowa w Boguchwale. Na ścianie szkoły znajdowała się płaskorzeźba z popiersiem Świerczewskiego.
W latach 1975–1998 miejscowość administracyjnie należała do woj. rzeszowskiego.
1 stycznia 2008 Boguchwała odzyskała prawa miejskie.

## Demografia
- Piramida wieku mieszkańców Boguchwały w 2021 roku[28].

## Gospodarka
Miasto jest ośrodkiem przemysłu elektrotechnicznego i energetycznego. Znajdują się w nim placówki Zakładów Porcelany Elektrotechnicznej „ZAPEL” S.A. oraz Instytutu Energetyki.
Fabryka izolatorów wysokiego napięcia powstała w ramach inwestycji Centralnego Okręgu Przemysłowego w zakresie rozwoju energetyki. W 1936 władze państwowe zaproponowały budowę takiego zakładu Fabryce Porcelany i Wyrobów Ceramicznych w Ćmielowie. Realizacji projektu podjął się ówczesny dyrektor i współudziałowiec ćmielowskiej fabryki, Stanisław Syska (1886–1974), inżynier górnictwa, do 1926 dyrektor kopalni w Czechowicach, który wybrał lokalizację przy stacji kolejowej w Boguchwale latem 1938. Na pokrycie kosztów budowy pozwoliły mu gwarantowane przez państwo kredyty bankowe, sprzedaż 25-procentowych udziałów w fabryce ćmielowskiej oraz zaliczka na sprzedaż izolatorów dla linii Rożnów–Warszawa. Roboty przeprowadziło krakowskie przedsiębiorstwo Medarda Stadnickiego według projektu krakowskiego biura architektonicznego Fryderyka Tadaniera. Budowa trwała od lipca 1938 do sierpnia 1939. Próbny wypał porcelany odbył się w maju 1939 pod nadzorem kadr technicznych z Ćmielowa i Chodzieży. Pierwotna produkcja obejmowała oprócz porcelany elektrotechnicznej, wytwarzanej na licencji francuskiej Compagnie Générale d'Électro-Céramique, także porcelanę stołową, apteczną i galanteryjną. Fabryka funkcjonuje nieprzerwanie od sierpnia 1939 z wyjątkiem okresu po wyzwoleniu spod okupacji niemieckiej od lipca do grudnia 1944; podczas wojny pracowała na potrzeby okupanta, a jednocześnie stanowiła teren działalności ruchu oporu. Syska pozostał właścicielem zakładów do ich nacjonalizacji 22 grudnia 1948. W rękach państwa firma podlegała Zjednoczonym Zakładom Porcelany w Solicach-Zdroju . W okresie późnego PRL-u ZAPEL należał do zjednoczenia branżowego Unitra. Prywatyzacja nastąpiła w czerwcu 1992. Od 2003 zakład stosuje porcelanę wysokoglinową C-130. W 2006–2007 rozpoczął produkcję izolatorów kompozytowych, a w 2012 – wielkogabarytowych izolatorów osłonowych.

## Transport
- 19 droga krajowa nr 19
- linia kolejowa Rzeszów Główny – Jasło ze stacją kolejową otwartą w 1895[35]

W okresie staropolskim, co najmniej w XVII–XVIII w., funkcjonował w Boguchwale port rzeczny na Wisłoku. Z Budziwojem łączył ponadto Boguchwałę od XV w. bród użytkowany przy wypasie bydła, a w pierwszej połowie XX w. przeprawa promowa w pobliżu obecnego zakładu betoniarskiego przy ul. Grunwaldzkiej, która zapewniała dostęp do pól odciętych przez rzekę po zmianie koryta z początku XX w. Po 1945 rozważany był projekt mostu między Boguchwałą a Budziwojem, ale ostatecznie miejsce promu zajął most pontonowy dla ruchu pieszego i kołowego, czynny od początku lat 50. do lat 60..

## Zabytki
- zespół pałacowo-parkowy (1725[5])
- stary kościół parafialny św. Stanisława z polichromiami (1727[5])
- młyn wodny przy ul. Cichej z lat 70. XIX w.[5]
- pomnik 500. rocznicy bitwy pod Grunwaldem

## Sport
- Izolator Boguchwała – klub piłkarski